# آيلا كوتلو
أيلا كوتلو (بالتركية: Ayla Kutlu)‏ (ولدت في 14 أغسطس عام 1938) كاتبة تركية. تعد واحدة من رواد الأدب النسائي الذي يحتل مكانة في عام 1990 في الأدب التركي. لقد أضافت أيلا كوتلو في أعمالها تطورات تاريخية وإجتماعية في المجتمع التركي وذلك حينما روت وفسرت أحداث نفسية ذاتية. وقد أجُري السيناريو لبعض أعمال أيلا كوتلو حيث أنها حازت على العديد من الجوائز الهامة في الأدب التركي وقد تحولوا إلى فيلم سينمائي.

## حياتها
ولدت أيلا كوتلو في 14 أغسطس عام 1938 في مدينة أنطاكية وهي الفتاة الوحيدة والطفلة الثانية لعائلة مكونة من 4 أطفال. والدها هو صلاح الدين كوتلو أحد معلمين الجيل الأول بالجمهورية ووالدتها هي صبرية كوتلو.
عقب إنهاء أيلا كوتلو لتعليمها الابتدائي والإعدادي في مدينة إسكندرونة قد ذهبت إلى مدينة غازي عنتاب من أجل تعليمها الثانوي. وعقب إنهائها لتعليمها الثانوي التحقت بقسم العلوم السياسية بجامعة أنقرة وقد حازت على منحة من وزارة الداخلية. وقد تخرجت أيلا كوتلو في عام 1960. وعقب تخرجها من الجامعة قد شغلت أيلا كوتلو منصباً في وزارة الداخلية وذلك بسبب خدمتها الإلزامية. وعملت في مختلف المجالات التخصصية مثل منظمة، وهيئة تدريب الموظفين. وتزوجت الكاتبة أيلا كوتلو في عام 1964. وقد أنجبت طفلاً في عام 1965.
وحينما بلغت أيلا كوتلو الخامسة والثلاثين من عمرها قد بدأت الكتابة. ونشرت أول قصة ومقال لها في مجلة «الإنسان الحر» بعنوان «أيجن بيريل». وأنهت أيلا كوتلو أول رواية لها بعنوان «الهروب» في عام 1977. وفي عام 1980 عقب إنهاء أيلا كوتلو لفترة الخدمة التي تقدر بعشرون عاماً قد استقالت من الوظيفة. ثم إتجهت بشكل كامل إلى الكتابة. ونشرت مراراً الروايات. وكانت شخصياتها متشابكة مع التطورات الإجتماعية والتاريخية في رواياتها.
وفي عام 1985 حازت أيلا كوتلو على جائزة رواية مادارالي وذلك عن روايتها " كان طائر مهاجر ". ثم بعد ذلك إنفصلت عن زوجها. ثم بعد ذلك كرست حياتها للفن. وكانت تحكي في روايتها هذه عن قصة حياة المثقف العثماني وذلك من خلال القسم الذي يعكس لكثير من النساء. وفي عام 1999 قد نشرت أيلا كوتلو روايتها " فتيات أمير بك وهي لها صفة تكامل لروايتها بعنوان " كان طائراً مهاجراً ".
وفي عام 1990 حازت أيلا كوتلو على جائزة قصة سيت فائق عن عملها المسمى «لا تذهب يا ترياندافيليس». وقد تحولت هذه القصة إلى فيلم سينمائي. وقد حازت أيلا كوتلو على جائزة بول جلبت الذهبية في فرع أفضل سيناريو. وقد تحولت إلى فيلم بعنوان «لا تذهب». وفي عام 1996 قد حققت أيلا كوتلو نجاحاً كبيراً من خلال جمعها لأربعة عشر جائزة في مهرجان البرتقال الذهبي ومهرجان أفلام بول الذهبي. وكانت رواياتها «وداعاً أيها الأمل وورد أصفر باهت» من ضمن أعمالها الأخرى التي تحولت إلى فيلم سينمائي.
و تحولت أيلا كوتلو في عام 1990 إلى كتب الأطفال. وكتبت كتب أطفال فيما يقرب من عشرون كتاباً. وفي الفترة نفسها ألفت أيلا كوتلو أعمالاً ترتكز على مشاكل المرأة. وقد ألفت أيلا كوتلو قصيدة بعنوان «ملحمة نسائية» حيث أنها واحدة من أعمالها التي تكشف بوضوح عن قضايا المرأة ومشاكلها وقد ألفتها في شكل قصيدة وفي شكل هيكل الملحمة الكلاسيكية أيضاً. وكان هذا العمل مٌقدم إلى «ملحمة جلجامش». وقد دمجت أيلا كوتلو القصة في العصور الأسطورية الملحمية للمرأة في قصيدة «ملحمة نسائية» بالقصة اليومية.
وفي عام 1992 شغلت أيلا كوتلو منصباً رسمياً في تركستان. وفي عام 1995 شغلت أيلا كوتلو منصب عضو في مؤتمر المرأة.
وفي عام 1995 حازت أيلا كوتلو على جائزة رواية يونس نادي عن رواية «مقبرة المرأة البغيضة».
وقد روت أيلا كوتلو في عملها المسمى «الهيكل القديم» أول اثنين وعشرون عاماً بحياتها. وقد واصلت حياتها ككاتبة محترفة في أنقرة.

## كتبها
•	2010 – عاصي..... عاصي (رواية) (دار نشر بيلجي)
•	2006 – الوقت هو سجل تاريخي (خاطرة) (دار نشر بيلجي)
•	2004 – المشي على النار (رواية) (عام 1983 بعنوان السجناء) (دار نشر بيلجي)
•	2001 – قصص زهير زيكيم (قصة) (دار نشر بيلجي)
•	1999 – فتيات أمير بك (رواية) (دار نشر بيلجي)
•	1995 – مقبرة المرأة البغيضة (قصة) (دار نشر بيلجي)
•	1994 – ملحمة نسائية (رواية) (دار نشر بيلجي)
•	1994 – لا تذهب يا ترياندافيليس (فيلم) (قصة) (دار نشر بيلجي)
•	1987 – وداعاً أيها الأمل (رواية) (دار نشر بيلجي)
•	1985 – كان طائراً مهاجراً (رواية) (دار نشر بيلجي)
•	1984 – قصيدة حسني يوسف (قصة) (دار نشر بيلجي)
•	1983 – شجرة الساحرة (رواية) (دار نشر بيلجي)
•	1980 – الشمس المبللة (رواية) (دار نشر بيلجي)
•	1977 – الهروب (رواية) (دار نشر بيلجي)

## كتبالأطفال
•	مرحبا بالحب (رواية) (دار نشر بيلجي)
•	جرو النجم (رواية) (دار نشر بيلجي)
•	طفل برأس طائر (رواية) (دار نشر بيلجي)
•	سيرك الخاسرين (حكاية) (دار نشر بيلجي)
•	الدب القطبي مع السحلية الهائمة (حكاية) (دار نشر بيلجي)
•	خمسون زهرة لروبوت (حكاية) (دار نشر بيلجي)
•	قطار أزرق صغير (حكاية) (دار نشر بيلجي)
•	أحذية الكلب سنان (حكاية) (دار نشر بيلجي)
•	عجب التوائم 1 (حكاية) (دار نشر بيلجي)
•	عجب التوائم 2 (حكاية) (دار نشر بيلجي)
•	عجب التوائم 3 (حكاية) (دار نشر بيلجي)
•	الشعر الأزرق والعيون الوردية (حكاية) (دار نشر بيلجي)
•	هوفافا (ملحمة) (دار نشر بيلجي)
•	الزهيد السلطان الساحر (حكاية) (دار نشر بيلجي)
•	فتاة البحر مع السلطان الزاهد (حكاية) (دار نشر بيلجي)
•	المهرج الأخرق للسلطان الزاهد (حكاية) (دار نشر بيلجي)

## وصلات خارجية
* جائزة قصة سيت فائق [التركية]
- جوائز قصة [التركية] يونس نادي [التركية]
- جوائز سيناريو [التركية] يونس نادي [التركية]